# Señorío de Palos
El señorío de Palos fue un señorío jurisdiccional español concedido por Juan I de Castilla en 1379 a Álvar Pérez de Guzmán, II Señor de Gibraleón. Su nombre se refiere al municipio andaluz de Palos de la Frontera, en la provincia de Huelva. 

## Historia
Con tan sólo catorce años, Álvar Pérez de Guzmán recibió de manos del rey las villas de Palos y Villalba, como compensación por haberle arrebatado las localidades de Huelva y Gibraleón para cederlas a la casa de Medinaceli. 
El primer señor de Palos fue el refundador y el repoblador de la villa, consiguiendo del monarca el privilegio de eximir de cualquier impuesto real a las 50 primeras familias que se instalasen en ella. Asimismo estableció el ordenamiento jurídico municipal y dedicó las escasas y poco fértiles tierras del término palermo al cultivo del olivo y la producción de aceite. Tras su prematura muerte, su viuda, Doña Elvira de Ayala, hija del Canciller de Castilla, prosiguió su labor hasta que murió en 1434.	
Las hijas del matrimonio, Isabel y Juana, heredaron cada una la mitad de la villa que, por sus respectivos matrimonios, pasaron a ser señoríos del Conde de Miranda la una y del Conde de Cifuentes la otra. 
Los de Miranda enajenaron en 1480 la sexta parte de su señorío en favor de D. Enrique Pérez de Guzmán y Meneses, II Duque de Medina Sidonia, con lo que la Casa de Medina Sidonia fue poseedora del dozavo del señorío. Por su parte, los Cifuentes vendieron su mitad de la villa a los Reyes Católicos en junio de 1492, cuando se preparaba la partida de la expedición colombina, por lo que esa mitad volvió a ser realenga. Posteriormente, Carlos I vendió esa mitad de Palos (6/12) al conde de Miranda, reuniendo los 11/12 del señorío, mientras que el dozavo restante siguió en manos del duque de Medina Sidonia.